# Paul Heinrich Vogt
Paul Heinrich Vogt, född 1 oktober 1850 i Crossen an der Oder, död 25 december 1935 i Halle an der Saale, var en tysk matematiker och astronom.
Vogt studerade i Breslau och var 1874–1920 lärare där. Han publicerade dels självständigt, dels i facktidskrifter flera matematiska avhandlingar. Som astronom konstruerade han en precessionsglob (Præzessionsglobus. Ein kronologisches Werkzeug für Historiker und Philologen, 1912), och visade, att Klaudios Ptolemaios stjärnkatalog är ett självständigt arbete med Hipparchos katalog som förarbete (Versuch einer Wiederherstellung von Hipparch's Fixsternverzeichniss, Astronomische Nachrichten 224, 1925).